# Bjørn Wiinblad
Bjørn Wiinblad (Copenaghen, 20 settembre 1918 – 8 giugno 2006) è stato un artista e designer danese.

## Biografia
Bjørn Wiinblad nasce a Copenaghen il 20 settembre 1918. Dopo aver lavorato come apprendista in una tipografia dal 1935, e aver frequentato una scuola tecnica dal 1936 al 1939, dal 1940 al 1943 studia presso la locale Accademia reale di belle arti (Det Kongelige Danske Kunstakademi).
Nel corso della sua carriera, Wiinblad si occupa di pittura, ceramica, scenografia, poster, illustrazioni, vetri ed arazzi. Dal 1946 lavora per l'azienda danese Nymolle Fajance Fabrik. Nel 1952 apre inoltre un proprio studio presso la città di Lyngby.
Wiinblad lavora per Rosenthal, e idea le collezioni 1001 Nacht, Das Zauberpferd, Sindbad, Aladin, Asimmetria, Gleichnisse, Lotus, Romanze, Zauberflöte, Herz für Philip Rosenthal, Wiinblad, Wiinblad de Luxe. Dal 1971 al 1982 realizza annualmente un piatto di Natale da collezione.
Realizza inoltre illustrazioni per i libri del connazionale Hans Christian Andersen.
Wiinblad è stato insignito del premio culturale dell'American-Scandinavian Foundation. L'artista muore nel 2006.

## Stile
Lo stile di Wiinblad è caratterizzato da colori accesi e vivaci, da un design giocoso, che dona un senso di gioia. Nelle sue opere sono spesso inserite figure umane solitamente dal viso rotondo e affascinante. Gli oggetti da lui realizzati riflettono un concetto di design legato all'estetica, dove le creazioni sono un veicolo per linee e colori.